# ウーカレゴーン

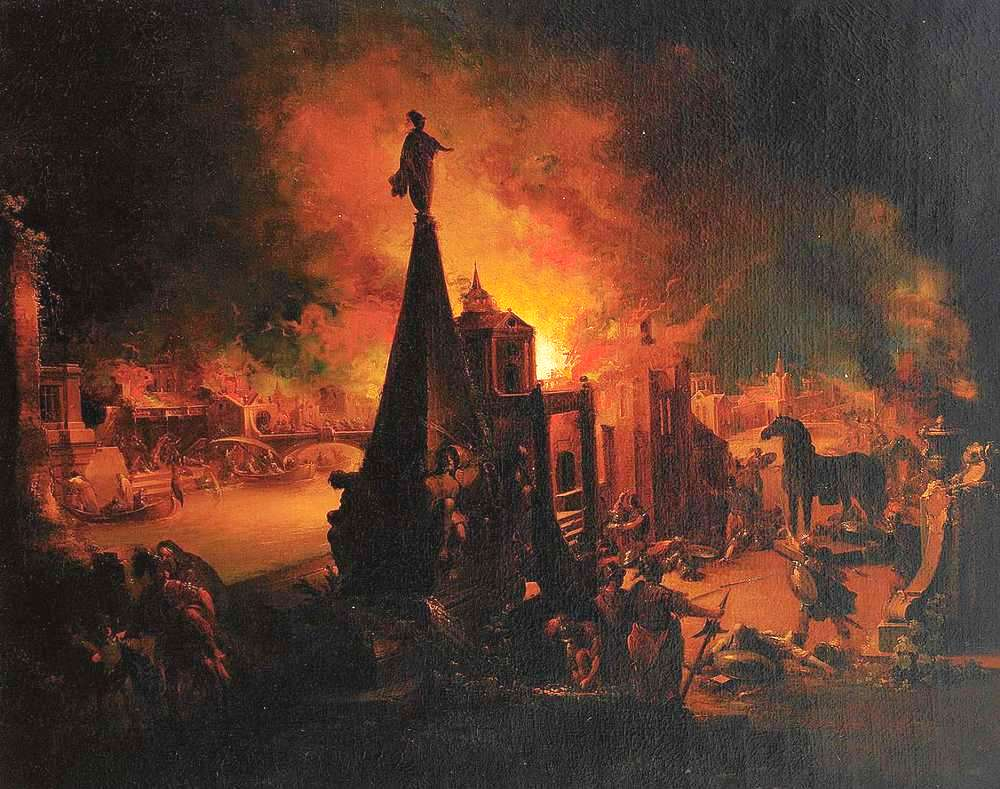
ヨハン・ゲオルク・トラウトマン『炎上するトロイアの眺め』。

ウーカレゴーン（古希: Οὐκαλέγων, Ūcalegōn）は、ギリシア神話の人物である。長母音を省略してウカレゴンとも表記される。トロイアの長老の1人。すでにホメーロスの叙事詩『イーリアス』で他の長老的人物とともに言及されている。プリュギアのダレースもトロイアの老王プリアモスの友人の1人として言及している。
ウェルギリウスの『アエネーイス』によると、ウーカレゴーンの館はデーイポボスの館の隣にあり、アイネイアースはトロイア陥落に際して両者の館がともに炎上するのを目撃している。
プリュギアのダレースによると、トロイアを救援して戦ったメムノーン、ペンテシレイアが討たれ、トロイアの城壁がギリシア軍によって包囲されたとき、トロイアでは今後の方針が議論された。このときプリアモスはアムピマコスに後押しされて、頑なに強攻策を主張し、そればかりか和平論者を殺さなければならないと考えた。一方、同じ日にウーカレゴーンはアンテーノール、ポリュダマース、ドローンと密会し、家族を守るために国を裏切ることを画策した。彼らはプリアモスの怒りを見抜いて迅速に行動し、ポリュダマースをギリシア陣営に派遣してギリシアの軍勢をイーリオス城内に侵入させる手引きをし、戦争を終結に導いた。